# Организација за европску безбедност и сарадњу
Организација за европску безбедност и сарадњу, скраћено ОЕБС (енгл. Organization for Security and Co-operation in Europe, скраћено OSCE) — основана 1973. године као Конференција за европску безбедност и сарадњу, скраћено КЕБС (енгл. Conference on Security and Co-operation in Europe, скраћено CSCE), светска је међународна организација која се бави питањима безбедности. У њен домен спадају питања као што су контрола наоружања, људска права, слобода штампе и слободни избори. Већина од 3500 чланова особља ОЕБС-а је ангажована на задацима на терену, док око 10% је ангажовано у седишту организације у Бечу.
ОЕБС је ad hoc организација по Повељи Уједињених нација и циљ су јој рани наговештај и спречавање сукоба, руковођење кризним случајевима и послератовска обнова. Њених 57 чланица је из Европе, Кавказа, централне Азије и Северне Америке и покрива највећи део северне хемисфере. ОЕБС је основан током Хладног рата као форума Истока и Запада.
Мисија ОЕБС је била задужена за спровођење избора за председника републике и републички парламент на простору Косова и Метохије 6. маја 2012. године.

## Историја
Препоруке разговора, у облику „Плаве књиге“, дале су практичне темеље конференцији у три фазе под називом „Хелсиншки процес“. CSCE је отворен у Хелсинкију 3. јула 1973. године, са представницима из 35 држава. Фаза I којом је успостављен концензус да се следи Плава књига је окончана за само пет дана. Фаза II била је главна радна фаза и спроводила се у Женеви од 18. септембра 1973. до 21. јула 1975. Резултат фазе II био је Хелсиншки завршни акт који је потписало 35 држава учесница током фазе III, која се одржала у дворани Финландија од 30. јула - 1. августа 1975. Отворио ју је дипломата Свете столице кардинал Агостино Касароли, који је био председавајући конференције.
Путем своје Канцеларије за демократске институције и људска права (ODIHR), OSCE посматра и процењује изборе у државама чланицама, како би се подржали поштени и транспарентни демократски процеси, у складу са међусобним стандардима којима је организација посвећена; између 1994. и 2004. OSCE је послао тимове посматрача да надгледају више од 150 избора, обично се фокусирајући на изборе у демократијама у успону. Године 2004, на позив владе Сједињених Држава, ODIHR је развио процењивачку мисију, коју су чинили учесници из шест држава чланица OSCE-а, која је посматрала америчке председничке изборе те године и израдила извештај. То је био први пут да су амерички председнички избори били предмет праћења OSCE-а, иако је та организација претходно надзирала америчке изборе на државном нивоу на Флориди и у Калифорнији, 2002. и 2003. Процена из 2004. одвијала се у позадини контроверзног напора на поновном пребројавању гласова на америчким председничким изборима 2000. године, а произашла је углавном из иницијативе 13 демократских чланова Представничког дома Сједињених Држава. Та група, у којој су били Барбара Ли из Калифорније и Едие Бернис Џонсон из Тексаса, иницијално је послала захтев за посматрачима избора Уједињеним нацијама, у писму Кофију Анану, генералном секретару УН, али је захтев одбијен. Након тога, администрација председника Џорџа Буша млађег, преко Стејт департмента, на челу са државним секретаром Колином Пауелом, одговорила је на забринутост посланика позивом OSCE-ове мисије за праћење избора.

### Језици
Шест службених језика OSCE су енглески, француски, немачки, италијански, шпански и руски.

### Државе учеснице
| Држава                                                | Приступ            | Потписали Хелсиншки договор | Потписали Париску повељу |
| ----------------------------------------------------- | ------------------ | --------------------------- | ------------------------ |
| Албанија                                              | 19. јун 1991       | 16. септембар 1991          | 17. септембар 1991       |
| Андора                                                | 25. април 1996     | 10. новембар 1999           | 17. фебруар 1998         |
| Јерменија                                             | 30. јануар 1992    | 8. јул 1992                 | 17. април 1992           |
| Аустрија                                              | 25. јун 1973       | 1. август 1975              | 21. новембар 1990        |
| Азербејџан                                            | 30. јануар 1992    | 8. јул 1992                 | 20. децембар 1993        |
| Белорусија                                            | 30. јануар 1992    | 26. фебруар 1992            | 8. април 1993            |
| Белгија                                               | 25. јун 1973       | 1. август 1975              | 21. новембар 1990        |
| Босна и Херцеговина                                   | 30. април 1992     | 8. јул 1992                 |                          |
| Бугарска                                              | 25. јун 1973       | 1. август 1975              | 21. новембар 1990        |
| Канада                                                | 25. јун 1973       | 1. август 1975              | 21. новембар 1990        |
| Хрватска                                              | 24. март 1992      | 8. јул 1992                 |                          |
| Кипар                                                 | 25. јун 1973       | 1. август 1975              | 21. новембар 1990        |
| Чешка                                                 | 1. јануар 1993     | [ Note 1 ]                  | [ Note 1 ]               |
| Данска                                                | 25. јун 1973       | 1. август 1975              | 21. новембар 1990        |
| Естонија                                              | 10. септембар 1991 | 14 октобар 1991             | 6. децембар 1991         |
| Финска                                                | 25. јун 1973       | 1. август 1975              | 21. новембар 1990        |
| Француска                                             | 25. јун 1973       | 1. август 1975              | 21. новембар 1990        |
| Грузија                                               | 24. март 1992      | 8. јул 1992                 | 21. јануар 1994          |
| Немачка · - as Западна Немачка · - as Источна Немачка | 25. јун 1973       | 1. август 1975              | 21. новембар 1990        |
| Гренланд                                              | 25. јун 1973       | 1. август 1975              | 21. новембар 1990        |
| Света столица                                         | 25. јун 1973       | 1. август 1975              | 21. новембар 1990        |
| Мађарска                                              | 25. јун 1973       | 1. август 1975              | 21. новембар 1990        |
| Исланд                                                | 25. јун 1973       | 1. август 1975              | 21. новембар 1990        |
| Ирска                                                 | 25. јун 1973       | 1. август 1975              | 21. новембар 1990        |
| Италија                                               | 25. јун 1973       | 1. август 1975              | 21. новембар 1990        |
| Казахстан                                             | 30. јануар 1992    | 8. јул 1992                 | 23. септембар 1992       |
| Киргистан                                             | 30. јануар 1992    | 8. јул 1992                 | 3. јун 1994              |
| Летонија                                              | 10. септембар 1991 | 14 октобар 1991             | 6. децембар 1991         |
| Лихтенштајн                                           | 25. јун 1973       | 1. август 1975              | 21. новембар 1990        |
| Литванија                                             | 10. септембар 1991 | 14 октобар 1991             | 6. децембар 1991         |
| Луксембург                                            | 25. јун 1973       | 1. август 1975              | 21. новембар 1990        |
| Малта                                                 | 25. јун 1973       | 1. август 1975              | 21. новембар 1990        |
| Молдавија                                             | 30. јануар 1992    | 26. фебруар 1992            | 29. јануар 1993          |
| Монако                                                | 25. јун 1973       | 1. август 1975              | 21. новембар 1990        |
| Монголија                                             | 21. новембар 2012  |                             |                          |
| Црна Гора                                             | 22. јун 2006       | 1. септембар 2006           |                          |
| Холандија                                             | 25. јун 1973       | 1. август 1975              | 21. новембар 1990        |
| Северна Македонија                                    | 12 октобар 1995    | 8. јул 1992                 |                          |
| Норвешка                                              | 25. јун 1973       | 1. август 1975              | 21. новембар 1990        |
| Пољска                                                | 25. јун 1973       | 1. август 1975              | 21. новембар 1990        |
| Португалија                                           | 25. јун 1973       | 1. август 1975              | 21. новембар 1990        |
| Румунија                                              | 25. јун 1973       | 1. август 1975              | 21. новембар 1990        |
| Русија (као СССР)                                     | 25. јун 1973       | 1. август 1975              | 21. новембар 1990        |
| Сан Марино                                            | 25. јун 1973       | 1. август 1975              | 21. новембар 1990        |
| Србија (као Југославија)                              | 10. новембар 2000  | 27. новембар 2000           | 27. новембар 2000        |
| Словачка                                              | 1. јануар 1993     | [ Note 1 ]                  | [ Note 1 ]               |
| Словенија                                             | 24. март 1992      | 8. јул 1992                 | 8. март 1993             |
| Шпанија                                               | 25. јун 1973       | 1. август 1975              | 21. новембар 1990        |
| Шведска                                               | 25. јун 1973       | 1. август 1975              | 21. новембар 1990        |
| Швајцарска                                            | 25. јун 1973       | 1. август 1975              | 21. новембар 1990        |
| Таџикистан                                            | 30. јануар 1992    | 26. фебруар 1992            |                          |
| Турска                                                | 25. јун 1973       | 1. август 1975              | 21. новембар 1990        |
| Туркменистан                                          | 30. јануар 1992    | 8. јул 1992                 |                          |
| Украјина                                              | 30. јануар 1992    | 26. фебруар 1992            | 16. јун 1992             |
| Уједињено Краљевство                                  | 25. јун 1973       | 1. август 1975              | 21. новембар 1990        |
| САД                                                   | 25. јун 1973       | 1. август 1975              | 21. новембар 1990        |
| Узбекистан                                            | 30. јануар 1992    | 26. фебруар 1992            | 27 октобар 1993          |

1. 1 2 3 4  Чехословачка је била оригинални потписник
2. ↑  Азијски партнер за сарадњу 2004-2012.
3. ↑  OSCE је претходно користио назив „Бивша југословенска република Македонија“

#### Билатерални приоритети са државама учесницама
| Држава    | Билатерални приоритети                | Контексти/Изјаве |
| --------- | ------------------------------------- | --- |
| Киргистан | Избори, владавина закона, демократија | |
| САД       | Избори                                | Генерални секретар Роберто Монтела рекао је да је рад на праћењу председничких, конгресних и других гласања на изборима 2020. године у САД најважнији у историји OSCE-а. |